# Ь
Cette page contient des caractères spéciaux ou non latins. S’ils s’affichent mal (▯, ?, etc.), consultez la page d’aide Unicode.
Ne doit pas être confondu avec Signe mou latin ou Ƅ.

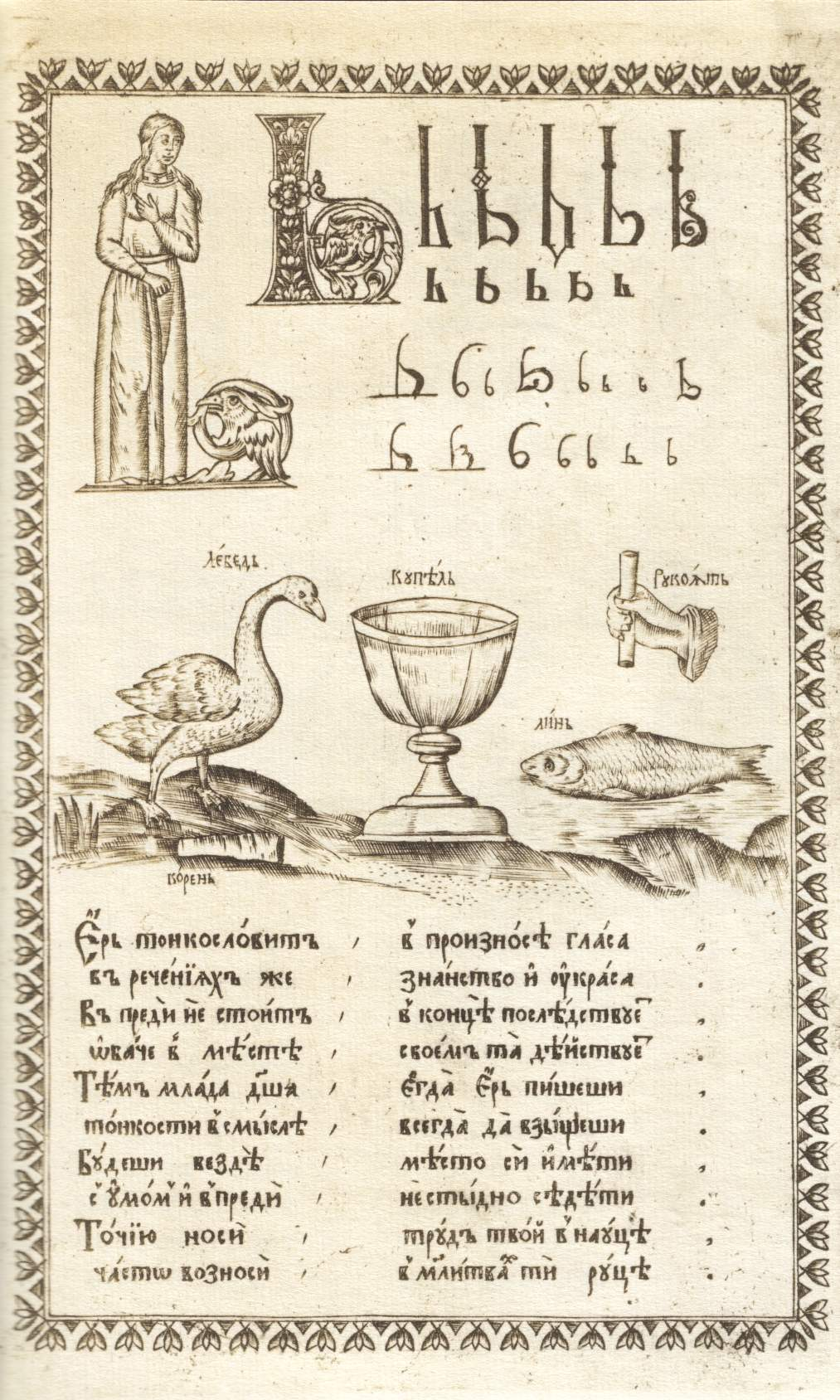
Les formes du signe mou dans l’Alphabet de Karion Istomin de 1694.

Le signe mou (Ь en capitale, ou ь en minuscule) est une lettre de l'alphabet cyrillique. La lettre latine signe mou en est dérivée et a été utilisée dans le nouvel alphabet turc, dans l’alphabet nordique unifié ou certains alphabets de langues du Caucase. La lettre latine sixième ton, utilisée dans l’alphabet mixte de langues de Chine, est aussi apparentée.

## Utilisation
‹ Ь › indique généralement la palatalisation de la consonne qui la précède, notamment en russe, en biélorusse et en ukrainien. En russe, le signe mou (appelé мягкий знак, miagki znak) a parfois seulement une fonction orthographique, notamment après ‹ ш ›. Dans les transcriptions du russe en alphabet latin, ce signe est généralement transcrit par une apostrophe ou tout simplement ignoré — le cas le plus fréquent vers le français.
En bulgare, cette lettre se rencontre rarement. Elle précède toujours la lettre cyrillique ‹ о › et se prononce i ; le groupe ‹ Ьo › se prononce donc io.
Certaines langues non slaves qui s’écrivent avec l’alphabet cyrillique utilisent le signe mou après une voyelle pour noter un son différent : ainsi, le digraphe ‹ аь › indique /æ/ en tchétchène.

## Représentations informatiques
Le signe mou peut être représenté avec les caractères Unicode suivants :
| formes    | représentations | chaînes de caractères | points de code | descriptions                          |
| --------- | --------------- | --------------------- | -------------- | ------------------------------------- |
| capitale  | Ь               | Ь                     | U+042C         | lettre majuscule cyrillique signe mou |
| minuscule | ь               | ь                     | U+044C         | lettre minuscule cyrillique signe mou |